# Faust (Alberta)
Pour les articles homonymes, voir Faust (homonymie).
Faust est un hameau (hamlet) de Big Lakes, situé dans la province canadienne d'Alberta.

## Démographie
En tant que localité désignée dans le recensement de 2011, Faust a une population de 275 habitants dans 115 de ses 157 logements, soit une variation de -13.2% par rapport à la population de 2006. Avec une superficie de 4,767 6 km2, le hameau possède une densité de population de 57,681 0 hab/km2 en 2011.
Concernant le recensement de 2006, Faust abritait 317 habitants dans 124 de ses 141 logements. Avec une superficie de 4,767 6 km2, le hameau possédait une densité de population de 66,5 hab/km2 en 2006.